# The Winery Dogs
The Winery Dogs – amerykańska supergrupa wykonująca muzykę z pogranicza hard rocka i heavy metalu, powstała w 2012 roku. Skład formacji utworzyli perkusista Mike Portnoy, członek Dream Theater, basista Billy Sheehan, znany m.in. z występów w zespole Mr.Big oraz gitarzysta Richie Kotzen. W brzmieniu grupy, widoczne są wpływy takich artystów jak Cream, Led Zeppelin, Jimi Hendrix, Alice in Chains, Soundgarden, The Black Crowes oraz Lenny Kravitz.
Debiut tria pt. The Winery Dogs ukazał się 5 maja 2013 roku w Japonii gdzie uplasował się na 18. miejscu tamtejszej listy sprzedaży. Ogólnoświatowa premiera wydawnictwa odbyła się 23 lipca tego samego roku. W samych Stanach Zjednoczonych album znalazł ponad 10. tys. nabywców w przeciągu tygodnia od dnia premiery. Produkcja uplasowała się ponadto na 27. miejscu zestawienia Billboard 200.

## Dyskografia
Albumy studyjne
| The Winery Dogs             | - Data: 5 maja 2013 - Wydawca: Loud & Proud     | 27 | 18 | 38 | 85 |
| Hot Streak                  | - Data: 2 października 2015 - Wydawca: earMUSIC | 30 | 30 | —  | 46 |
| "—" album nie był notowany. |                                                 |    |    |    |    |

Albumy koncertowe
| Tytuł                   | Dane dot. albumu                             | Pozycja na liście |
| Tytuł                   | Dane dot. albumu                             | JPN               |
| ----------------------- | -------------------------------------------- | ----------------- |
| Unleashed in Japan 2013 | - Data: 15 kwietnia 2014 - Wydawca: earMUSIC | 36                |

## Teledyski
| Tytuł          | Rok  | Reżyseria       | Album           | Źródło |
| -------------- | ---- | --------------- | --------------- | ------ |
| "Time Machine" | 2013 | Greg Kaplan     | The Winery Dogs | [ 10 ] |
| "I'm No Angel" | 2014 | Vicente Cordero | The Winery Dogs | [ 11 ] |